# Zacharie Cloutier
Zacharie Cloutier (Mortagne-au-Perche, 1590 – Québec, 17 settembre 1677) è stato un operaio francese.
Sposato con Xainte Dupont nel 1616, Zacharie Cloutier firmò un accordo nel 1634 con Robert Giffard, il signore di Beauport in Nuova Francia, nel quale veniva reclutato insieme al compaesano Jean Guyon Du Buisson con l'impegno di espandere la colonia, ottenendo in cambio la proprietà di un terreno. Cloutier e Du Buisson ne presero formalmente possesso nel 1637, mentre l'anno precedente arrivarono in Nordamerica anche le rispettive famiglie.
Cloutier entrò ben presto in conflitto con Giffard, così nel 1652 ricevette un nuovo terreno da parte del governatore Jean de Lauzon.